# 土卫二十三
土卫二十三又稱為「薩特坦德」（S/2000 S 12），是环绕土星运行的一颗卫星。它是离土星比较远的一颗小卫星。

## 发现
土卫二十三是于2000年9月23日被天文学家约翰·卡维拉斯和布雷特·J·格拉德曼发现的。它的临时名称为。
土卫二十三的正式名称（即國際天文聯會颁发的名称）是，这个名字取自北欧神话中一个巨人的名字。
有时这个名字也错写为。

## 轨道数据
土卫二十三围绕土星的轨道偏心率比较高，达0.114。其平均半径为19,465,000千米，公转周期为1016日又13时。相对于土星赤道它的轨道的交角为175.811°，因此它的公转方向与土星的自转方向向逆。

## 结构和物理数据
土卫二十三的直径为5.6千米，它的密度为2.3克/立方厘米，相对于土星的其它卫星来说比较高。它可能主要由冰加上许多硅酸盐岩石组成。它的表面比较暗，反照率只有0.06，也就是说只有6%的入射光被反射。
土卫二十三的視星等只有23.9等，是一个极暗的天体。
有人认为土卫二十三是土卫九在一次撞击事故中被弹出的残片。